# Talagawangi
Talagawangi is een bestuurslaag in het regentschap Garut van de provincie West-Java, Indonesië. Talagawangi telt 6659 inwoners (volkstelling 2010).